# Ichthyococcus polli
Ichthyococcus polli es una especie de pez del género Ichthyococcus.

## Descripción
Se trata de una especie que cuenta con 11-14 radios blandos dorsales, 13-17 radios blandos anales, ausencia de espinas dorsales y anales. En cuanto a coloración, es marrón amarillento, los flancos son plateados, la parte de las aletas presenta una coloración oscura (generalmente negra), cuenta además con aletas adiposas dorsal y ventral. Mide 9,1 cm de longitud (35,82 pulgadas). Además cuenta con varios fotóforos adheridos a su cuerpo.

## Distribución y hábitat
Se distribuye por la parte del océano Atlántico, en la isla de Santa Elena y el Atlántico ecuatorial occidental, reportado en Surinam. Es de aguas profundas, reportado en las corrdenadas 20°N-16°S, especie marina batipelágica cuyo rango de profundidad es de 300-750 m, aunque generalmente el rango varía a 550-750 m, donde comúnmente habitan los adultos.